# Östergötlands runinskrifter 104
Runinskrift Ög 104 är en runsten som står på en åker i Gillberga i Kaga socken strax norr om Linköping i Östergötland. Den är synlig från E4:an som här passerar.

## Stenen
Stenen kan utifrån drakhuvudet som är sett uppifrån dateras till 1010-1050. Den är ornerad med en runorm som med svansen lägger en snara runt sin egen hals. Året 1862 skrev Pehr Arvid Säve att stenen som låg på åkergärdet vid Gillberga: "ej sedan längesedan afslagen på ena hörnet, emedan den för arbetsfolket var hinderlig vid gärdslingsarbetet".

## Inskriften

1800-talsteckning av runstenen då den låg på åkergärdet med avslaget hörn.

Translitterering av runraden:
: ruþr : risti : stin : þinsi : iftiʀ : tuk- : bruþur : sin : saʀ : uarþ : trbin : a : ilati : triʀ : arþa : kuþr :
Normalisering till runsvenska:
ʀauðr ræisti stæin þennsi æftiʀ Tok[a], broður sinn, saʀ varð drepinn a Ænglandi, drængʀ harða goðr.
Översättning till nusvenska:
Raud reste denna sten efter Toke, sin broder. Han blev dräpt i England, en mycket god man.

## Tolkningar
Eftersom en runa med säkerhet är utelämnad från trbin (dræpin) och trÍR (drœngR), är det sannolikt att även ailati står för ai[k]lati (Ævglandi). Härfärder till England antydes på ett flertal runstenar i Östergötland, på Englandsstenen Ög Fv1950;341 och på Ög 103 i Kaga inom samma socken, är det därför sannolikt att ailati ska tolkas som England och inte som Öland, vilket förmodligen skulle ske om ingen runa var utelämnad.